# Versailles no Bara
Versailles no Bara (яп. ベルサイユのばら, англ. The Rose of Versailles, фр. La Rose de Versailles, укр. Троянда Версалю), також відома як Lady Oscar — манґа Ікеди Рійоко, класика жанру сьодзьо. В 1979 студією Tokyo Movie Shinsha манґа була адаптована до 40-серійного аніме-серіалу.
The Rose of Versailles найуспішніша сьодзьо манґа в історії: тираж продажів цієї манґи тільки в Японії склав 12 млн копій та понад 15 млн копій по всьому світу. Аніме було перекладене (дубляж) арабською, французькою, іспанською, італійською, німецькою, індонезійською та китайською. Також існують фан-саби англійською, російською і, цілком недавно, українською. І лише 2013 року світ побачив офіційний англійський переклад, котрий робився спеціально для Північної Америки і розповсюджується лише на території США та Канади. Але він виконаний не дубляжем, а у вигляді субтитрів.
Естетика цього аніме справила колосальний вплив на сьодзьо-аніме подальших років. Головна героїня Оскар — дівчина, що одягається і веде себе як хлопець, стала однією з перших персонажів такого роду, що з'явилися в аніме. Характерно, що вона — не японка, оскільки тривалий час вважалося, що показ японської дівчини, яка веде себе не як дівчина, — річ абсолютно неприпустима. Тому дію серіалів на цю тему спершу переносили за межі Японії.
На основі манґи Ікеди Рійоко були створені не тільки аніме-серіал і повнометражний фільм, але і французький ігровий фільм Жака Демі, знятий на японські гроші. У головній ролі грала Катріона Макколл. Зйомки проходили у Франції, у самому Версалі, також Жак Демі долучив англійських акторів. В Японії, Франції, Італії та Німеччині Lady Oscar демонстрували в кінотеатрах з субтитрами. Але фільм провалився. Фанати манги і серіалу прийняли цю екранізацію вороже, вважаючи, що вона не відображає дух оригіналу в основному через зміну фіналу.

## Сюжет
Дія «Троянди Версалю» розгортається в другій половині XVIII століття, у передреволюційній Франції.
25 грудня 1755 року в сім'ї генерала де Жарже народжується шоста дитина, і знову дівчинка.
Сім'я де Жарже завжди була на службі в Королівській гвардії і відсутність спадкоємця чоловічої статі для генерала як вирок. Від розпачу генералу приходить у голову божевільна думка — зробити з щойно народженої доньки сина, тобто виховувати її як хлопчика аби вона (він) згодом могла продовжити справу батька, стати військовим на службі в короля.
Коли Оскар виконується 14 років батько представляє її королеві — але не як дівчину, а як претендента на звання командира королівської гвардії (особиста охорона дофіни Марії Антуанетти).
Вірна служба принцесі, виконання обов'язків дворянина, викриття інтриг і змов усередині королівського оточення — це життя Оскар. Вона не думає ні про любов, ні про блискучі бали. Проте всім при дворі відомо, що капітан гвардії — жінка.

## Персонажі
Велика частина персонажів серіалу — реальні особи, і з ними відбуваються події, які насправді мали місце.
Оскар (фр. Oscar François de Jarjayes) — головна героїня. З дитинства її виховували як хлопця. Прекрасно володіє холодною зброєю та верховою іздою. В 14 років отримала посаду голови королівської гвардії та охоронця майбутньої королеви Франції Марії Антуанети. Більшу частину свого вільного часу проводить з другом дитинства Андре.

## Список серій аніме
- Епізод 1: «Оскар! Доля троянди»
- Епізод 2: «Лети! Австрійський метелик»
- Епізод 3: «Іскра у Версалі»
- Епізод 4: «Троянда, вино та змова»
- Епізод 5: «Сльози гордощів»
- Епізод 6: «Лахміття та шовкова сукня»
- Епізод 7: «Хто написав любовного листа?»
- Епізод 8: «Оскар у моєму серці»
- Епізод 9: «Сонце зайшло. Сонце зійшло»
- Епізод 10: «Прекрасний демон Жанна»
- Епізод 11: «Ферзен від'їздить на північ»
- Епізод 12: «Оскар, дуель на світанку?..»
- Епізод 13: «Вітри Арасу, прошу, скажіть…»
- Епізод 14: «Таємниця янгола»
- Епізод 15: «Графиня казино»
- Епізод 16: «Мою маму звати?..»
- Епізод 17: «Настав час сутички»
- Епізод 18: «Зненацька наче Ікар…»
- Епізод 19: «Прощавай, моя сестро!»
- Епізод 20: «Ферзен. Прощальне рандеву»
- Епізод 21: «Чорна троянда квітне вночі»
- Епізод 22: «Зловіще сяйво намиста»
- Епізод 23: «Хитрощі та жорстокість»
- Епізод 24: «Прощавай, моя юність»
- Епізод 25: «Менует нерозділеного кохання»
- Епізод 26: «Я хочу бачити Чорного лицаря!»
- Епізод 27: «Навіть якщо я втрачу світло…»
- Епізод 28: «Андре — незрілий юнак»
- Епізод 29: «Маріонетка починає йти»
- Епізод 30: «Ти — світло, я — тінь»
- Епізод 31: «А в бараках цвіте бузок…»
- Епізод 32: «Прелюдія шторму»
- Епізод 33: «Похоронний дзвін ллється вночі»
- Епізод 34: «Присяга в залі для jeu de paume»
- Епізод 35: «Вибір Оскар»
- Епізод 36: «Au-revoir»
- Епізод 37: «У ніч пристрасних клятв»
- Епізод 38: «Перед брамою долі»
- Епізод 39: «Його посмішка назавжди пішла»
- Епізод 40: «Прощавай, моя люба Оскар…»

## Цікаві факти
- Манґа майже відразу ж стала класикою. Вона вважається одним з шедеврів сьодзьо та першою і найкращою історичною мангою в історії Японії. Для декількох поколінь японських дівчат манга стала культовою.
- Ідея вибрати в головну героїню дівчину, яка одягається як хлопець, і подолати тим самим японські «статеві» забобони належить Тедзуці Осаму. Проте саме манґа Ікеди вважається найкращим втіленням цієї концепції.
- У день, коли в 1973 році вийшов трагічний кінець цієї манґи декілька японських шкіл змушені були скасувати заняття, бо більша частина школярок була в прострації від горя.